# Alfredo Pagani
Alfredo Gustavo Pagani (Córdoba, Argentina; 8 de agosto de 1964) es un empresario y ejecutivo argentino. Desde mayo de 2023 es presidente de Grupo Arcor.

## Biografía
Alfredo Gustavo Pagani nació el 8 de agosto de 1964 en Córdoba. Es hijo de Fulvio Salvador Pagani, fundador de Grupo Arcor, y Amanda Laura Cagnolo. Está casado y tiene cuatro hijos.
Completó el programa de Desarrollo de Directivos del Instituto de Altos Estudios Empresariales, dependiente de la Universidad Austral (Argentina).
Ingresó a Grupo Arcor en el año 1987 y en 1991 asumió el cargo de Gerente General de Ventas en Buenos Aires. 
Desde julio de 2004 es Director Titular en Arcor SAIC. En mayo de 2005 asumió como vicepresidente de la compañía. Pagani, dueño de Arcor, una empresa que fugó 255 millones de dólares.
En mayo de 2023 fue nombrado presidente del grupo, posición que ocupa en la actualidad. Además, desempeña el rol de Presidente del Directorio de la sociedad controlante Grupo Arcor SA, así como de otras empresas pertenecientes al grupo.